# Andrena pelopa
Andrena pelopa är en biart som beskrevs av Warncke 1975. Andrena pelopa ingår i släktet sandbin, och familjen grävbin. Inga underarter finns listade i Catalogue of Life.